# Acacia senegal
Acacia senegal é uma espécie de leguminosa do gênero Acacia, pertencente à família Fabaceae.